# اندرو پروکاس
اندرو پروکاس (انگلیسی: Andrew Prokos؛ زادهٔ ۱۹۷۱) عکاس اهل ایالات متحده آمریکا است.